# Raymond Jean-Baptiste Teulet
Raymond Jean Baptiste Teulet, né le 20 septembre 1768 à Toulouse (Haute-Garonne), mort le 30 mars 1828 à Carcassonne (Aude), est un général français de la Révolution et de l’Empire.

## États de service
Il entre en service le 10 septembre 1791, comme volontaire au 2e bataillon de l’Aude, il devient caporal le 12 novembre 1791, sergent le 1er février 1792 et sergent-major le 15 juin suivant, à l’armée des Alpes. Il est élu lieutenant le 1er janvier 1793 et capitaine le 9 mars suivant. Affecté à l’armée des Pyrénées occidentales, il se distingue le 16 avril 1793, à la prise de la redoute dite de « Louis XIV », où il est blessé d’un coup de feu à la jambe droite en s’élançant un des premiers dans les retranchements ennemis. Il est blessé de deux coups de sabre le 7 juin 1795 en Catalogne.
De l’an IV à l’an VI, il sert à l’armée d’Italie et il se distingue le 5 août 1796, à la bataille de Castiglione, où détaché de sa demi-brigade avec la compagnie de grenadiers du 1er bataillon, il reçoit l’ordre de l’adjudant-général Verdier, de se porter en avant pour observer l’ennemi qui occupe une redoute dans la plaine. Vers huit heures du matin, il aperçoit quelques mouvements dans la redoute, qui a ralenti son feu, alors réunissant ses soldats il s’élance à leur tête, vers les retranchements s’écriant : « Grenadiers, suivez-moi, la redoute est à nous ». Animés par l’exemple de leur chef, ils se précipitent sur la redoute et en un instant elle est emportée à la baïonnette. Lors de cette action, il prend 2 pièces de canon, un obusier, 6 caissons chargés de munitions et fait mettre bas les armes à 240 grenadiers ennemis. Il se fait remarquer aussi à la bataille de Caldiero le 12 novembre 1796, où il est atteint d’un coup de feu à la jambe droite.
En l’an VI, il fait partie de l’armée d’Angleterre, et de l’an VII à l’an IX, il fait les campagnes à l’armée de Hollande, puis à l’armée du Rhin. Le 2 décembre 1800, il passe avec son grade dans la Garde des consuls (capitaine au régiment des Chasseurs à Pied qu'il intègre le 31 janvier 1801), et le 3 décembre 1800, il participe à la bataille de Hohenlinden. Le 18 décembre 1802, le Premier Consul lui décerne un sabre d’honneur à titre de récompense nationale, et il est nommé major le 22 décembre 1803, au 12e régiment d’infanterie de ligne. Il est fait chevalier de la Légion d’honneur le 25 mars 1804 et officier de l’ordre le 14 juin suivant.
En 1806, il fait la campagne de Prusse à la Grande Armée, et le 30 avril 1807, il passe à la 4e légion de réserve, devenue 122e régiment de ligne en 1809. En 1808, il est envoyé au 2e corps d’observation de la Gironde et il est blessé de quatre coups de feu dont un au bas-ventre, qui le met hors combat, le 19 juillet 1808, à la bataille de Bailén, puis il est fait prisonnier.
Il est échangé le 26 mars 1813, contre le lieutenant-colonel anglais Sir Cope et il est remis en activité le 29 mai suivant, puis affecté au 114e régiment d’infanterie de ligne le 26 août 1813. Il est nommé colonel le 4 décembre 1813, au 67e régiment d’infanterie de ligne et il est maintenu en activité à la tête du 63e régiment d'infanterie de ligne, lors de la réorganisation de l’armée après le retour des Bourbons. Il est fait chevalier de Saint-Louis le 13 août 1814.
Il est promu maréchal de camp et fait baron de l'Empire le 19 avril 1815 Il est arrêté pour ses activités pendant les Cent-Jours, le 1er août suivant à Brioude, et emprisonné à Toulouse. Le 21 septembre 1815, il est mis en demi-solde, et il est libéré de prison le 3 août 1816, pour manque de preuves. À la restauration Louis XVIII annule toutes les promotions des 100 jours et son titre de baron, Raymond Teulet perd son titre de baron et est rétrogradé au rang de colonel. Il est admis à la retraite le 10 octobre 1821, avec le grade de colonel. Il meurt le 30 mars 1828, à Carcassonne.
Ses mémoires ont été publiés en septembre 2012, reprenant deux de ses trois cahiers : "Souvenirs d'un héros de Baïlen" présentés par Guillaume Joucla, édition Coprur 2012

## Sources
- Ressource relative à la vie publique :   - base Léonore
- Notices d'autorité :   - VIAF
  - ISNI
  - BnF (données)
  - IdRef
- (en) « Generals Who Served in the French Army during the Period 1789 - 1814: Eberle to Exelmans »
- Thierry Pouliquen, « Les généraux français et étrangers ayant servis [sic] dans la Grande Armée » (consulté le 25 février 2015)
- (pl) « Napoléon.org.pl » [archive du 6 juillet 2015]
- A. Lievyns, Jean Maurice Verdot, Pierre Bégat, Fastes de la Légion-d'honneur, biographie de tous les décorés accompagnée de l'histoire législative et réglementaire de l'ordre, Tome 2, Bureau de l’administration, 1842, 344 p. (lire en ligne), p. 182.
- Charles Théodore Beauvais et Vincent Parisot, Victoires, conquêtes, revers et guerres civiles des Français, depuis les Gaulois jusqu’en 1792, tome 26, C.L.F Panckoucke, janvier 1822, 414 p. (lire en ligne), p. 209.